# Troféu Internet de 2011
O Troféu Internet de 2011, que premiou os melhores artistas da televisão e da música brasileira do ano de 2010, foi apresentada durante a 50ª edição do Troféu Imprensa, transmitida pelo SBT em 5 de abril de 2011.
Yudi Tamashiro e Priscila Alcântara, apresentadores do programa Bom Dia & Cia que ganhou na categoria "Melhor Programa Infantil", foi somente receber o prêmio em 2012. A apresentadora Eliana que ganhou na categoria "Melhor Apresentadora ou Animadora de TV", foi somente receber o prêmio em 2012. Marco Luque, membro do programa CQC: Custe o Que Custar que ganhou na categoria "Melhor Programa Humorístico", foi somente receber o prêmio em 2012. O cantor Luan Santana que ganhou na categoria "Melhor Cantor", foi somente buscar o prêmio em 2013.

## Vencedores
| Melhor Programa de Entrevistas      | Melhor Programa de Auditório              |
| ----------------------------------- | ----------------------------------------- |
| De Frente com Gabi                  | Programa Silvio Santos                    |
| Melhor Programa Infantil            | Melhor Programa Humorístico               |
| Bom Dia & Cia                       | CQC                                       |
| Melhor Reality Show                 | Melhor Programa Jornalístico              |
| Big Brother Brasil                  | Fantástico                                |
| Melhor Telejornal                   | Melhor Apresentador(a) de Telejornal      |
| Jornal Nacional                     | William Bonner                            |
| Melhor Animador / Apresentador      | Melhor Animadora / Apresentadora          |
| Silvio Santos                       | Eliana                                    |
| Revelação do Ano                    | Melhor Novela                             |
| Luan Santana                        | Ti Ti Ti                                  |
| Melhor Ator                         | Melhor Atriz                              |
| Tony Ramos (como Totó, de Passione) | Mariana Ximenes (como Clara, de Passione) |
| Melhor Cantor                       | Melhor Cantora                            |
| Luan Santana                        | Ivete Sangalo                             |
| Melhor Conjunto Musical             | Melhor Dupla Sertaneja                    |
| Restart                             | Victor & Léo                              |
| Melhor Música                       | Melhor Locutor Esportivo                  |
| "Famo$a" - Cláudia Leitte           | Galvão Bueno                              |